# Jiří Dadák

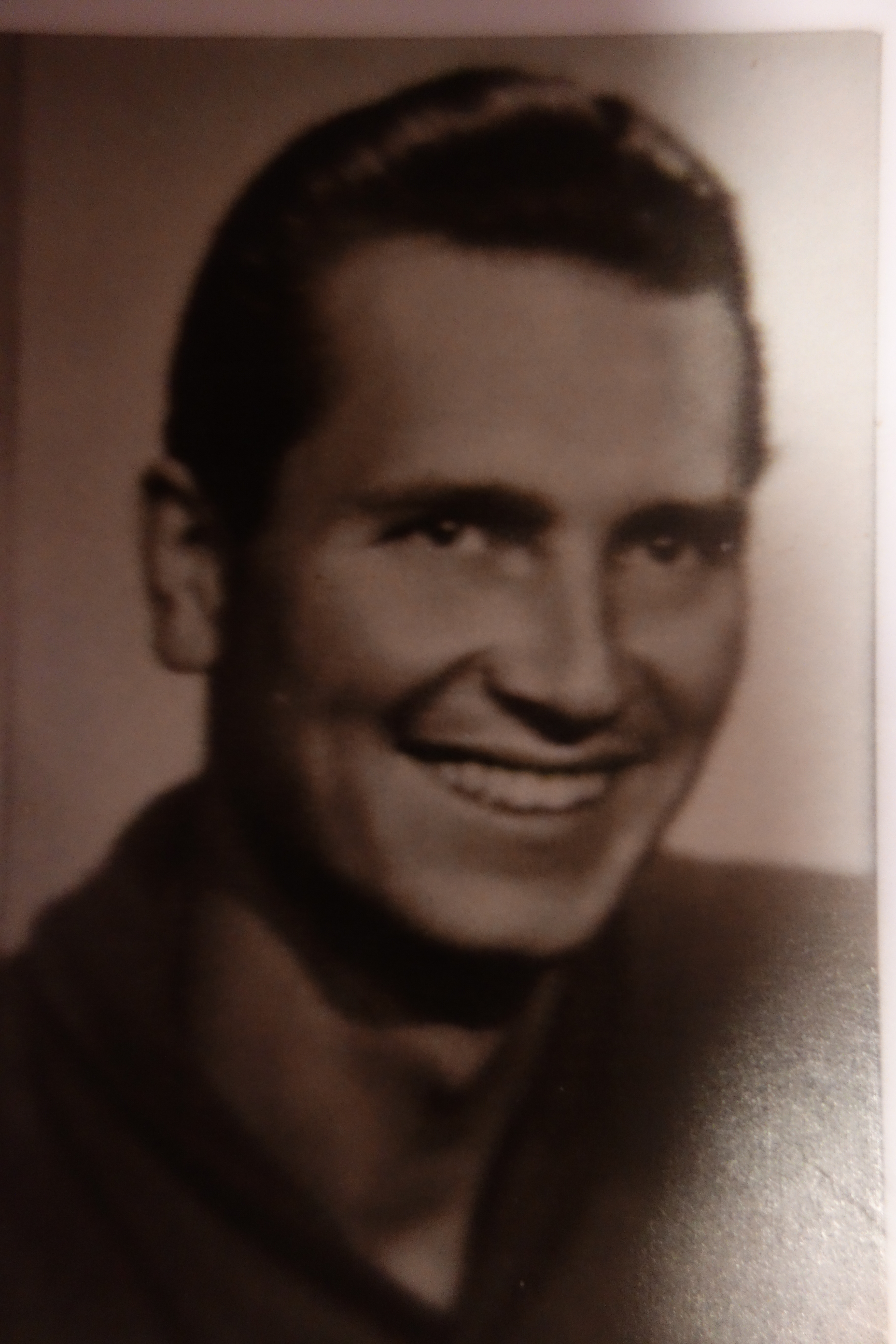
Jiří Dadák

Jiří Dadák (* 7. März 1926 in Valašské Meziříčí; † 6. März 2014) war ein tschechoslowakischer Hammerwerfer.
Bei den Europameisterschaften 1950 in Brüssel gewann er Bronze.
1952 wurde er Vierter bei den Olympischen Spielen in Helsinki und 1954 Neunter bei den Europameisterschaften in Bern.
1949 und 1951 wurde er Tschechoslowakischer Meister. Seine persönliche Bestleistung von 58,54 m stellte er am 23. Juli 1955 in Ostrava auf.